# Indipendentismo siciliano

Bandiera del nazionalismo siciliano

L'indipendentismo siciliano, detto anche nazionalismo siciliano (in lingua siciliana ndipintintismu sicilianu), è una corrente politica, sociale e culturale che promuove la formalizzazione di una nazione siciliana, di fatto esistente, possibilmente come Stato indipendente dall'Italia.

## Storia

### Antecedenti
(Tucidide, La guerra del Peloponneso - IV 64)
Sebbene l'idea di nazione nel senso moderno del termine sia nata solo col Romanticismo, alcuni storici contemporanei citano come precursori due esperienze, non solo di emancipazione dell'isola, ma soprattutto di presa di coscienza nazionale da parte dei siciliani; possiamo annoverare come esempio della prima esperienza, la rivolta dei Siculi di Ducezio e, come concretizzazione della seconda, il Congresso di Gela (ove si affermò il principio "né Ioni, né Dori ma Sicelioti") e la conseguente nascita, con Dionisio I, di uno Stato siceliota, più o meno unitario, diventato vero e proprio Regno con Agatocle e i suoi successori, che durò dal V alla fine del III secolo a.C.

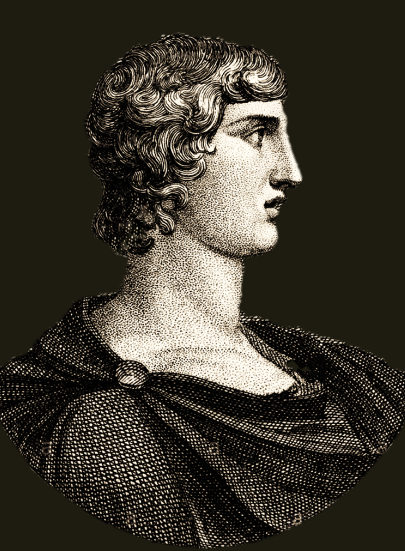
Agatocle, primo re di Sicilia

Similmente vengono considerate le politiche del giovanissimo Basileus di Sicilia Geronimo di Siracusa che, durante la Seconda guerra punica, per scongiurare la caduta della Sicilia sotto il giogo romano, infranse l'alleanza coi Romani (stipulata molti anni prima dal nonno Gerone II e avallata dal padre Gelone II) avvicinandosi a Cartagine. Geronimo, in un primo tempo, aveva ottenuto da Annibale la garanzia di mantenere l'indipendenza del regno siceliota limitato alla metà orientale della Sicilia sita ad est del fiume Imera meridionale; successivamente, percependo una certa debolezza da parte di Annibale, il giovane re arrivò ad ottenere la promessa a regnare, in caso di vittoria totale contro i romani, su tutta la Sicilia.
Infine, durante il periodo romano, vale la pena ricordare la Rivolta degli schiavi di Euno quale tentativo dei siciliani di liberarsi dal pesante giogo esercitato dal dominio romano.

### Il Vespro
(Dante, Divina Commedia, canto VIII del Paradiso)

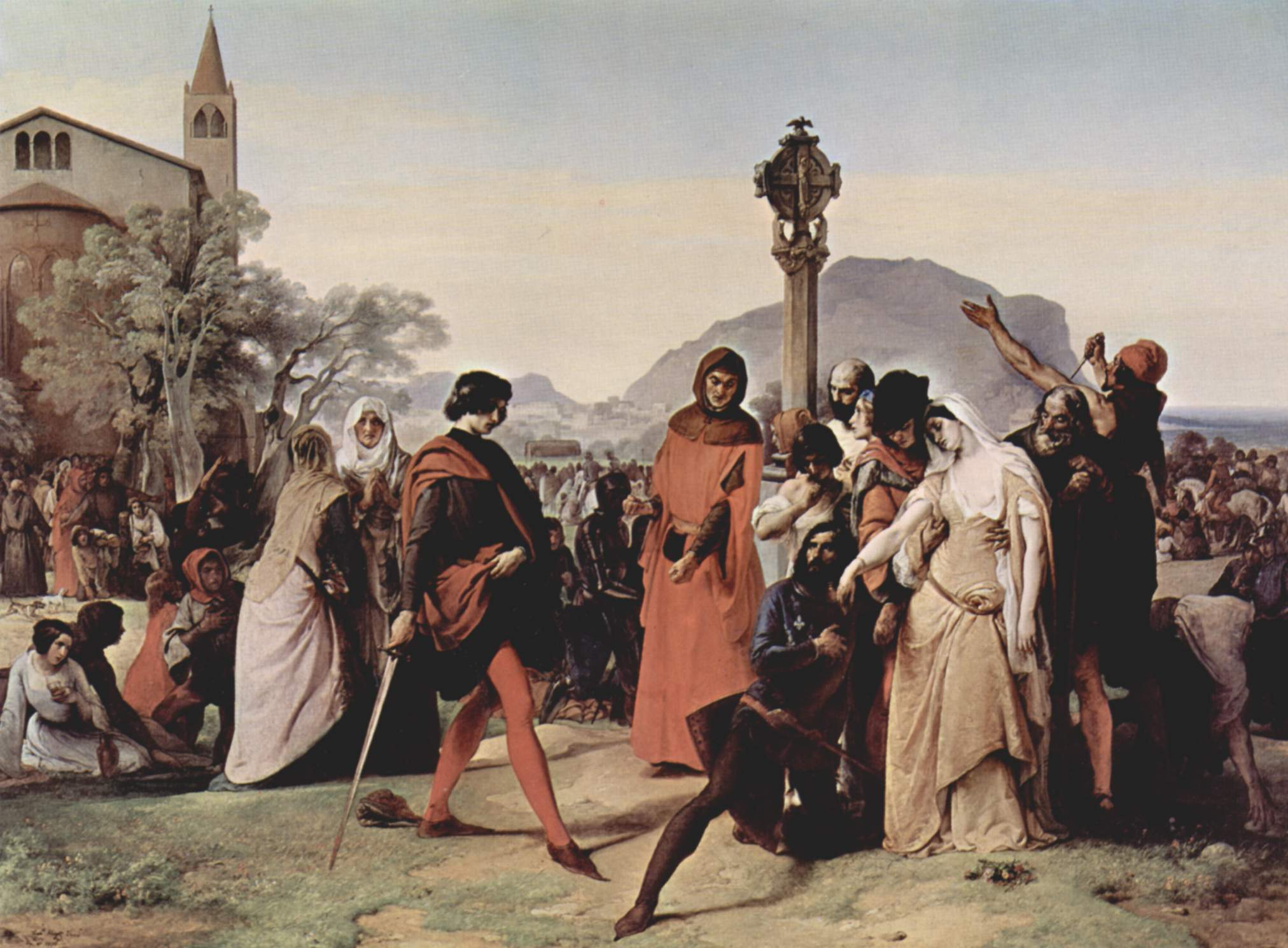
I Vespri Siciliani, scoppiati il 30 marzo 1282 contro la malasignoria di Carlo d’Angiò

Il Vespro siciliano è considerato il progenitore del nazionalismo moderno. Fu infatti un movimento di rivolta ed emancipazione dallo straniero (il francese angioino) e di restaurazione dell’indipendenza del Regno di Sicilia, interrotta con la sconfitta degli Hohenstaufen. A più riprese i siciliani ricostituirono il loro governo autonomo, giungendo all'elezione da parte del Parlamento Siciliano, di Federico III quale re nazionale. Contestualmente al Vespro nacque la bandiera e si iniziò a usare per la prima volta il motto Antudo.

### Le rivolte contro i viceré
Alla fine della sua totale indipendenza nel 1412, il Regno di Sicilia si trovò ad essere un vicereame aragonese prima e spagnolo poi, solitamente governato da nobili siciliani e con il sostegno delle aristocrazie locali. Le rivolte del 1647 e quelle dell'anno successivo che si ampliarono in tutta l'isola ebbero due personaggi di spicco: Giuseppe D'Alesi e Nino La Pelosa, che cercheranno di scacciare i viceré per istituire una Repubblica Siciliana, ma questa durerà solo per un breve periodo. Degna di nota la Rivolta antispagnola di Messina, tra il 1674 ed il 1678, quando la città dello Stretto si sollevò contro la Corona di Spagna. Messina ambiva a diventare una repubblica oligarchica e mercantile sulla falsariga di Genova e Venezia. La rivolta fu repressa nel sangue e la città ribelle venne dichiarata morta civilmente: vennero aboliti i suoi privilegi (tra cui quello di conio e di possedere un'università) e fu sciolto il Senato di Messina, un organo di autogoverno locale concesso un secolo prima dagli Aragona di Sicilia.

### Il repubblicanesimo siciliano del Di Blasi
Francesco Paolo Di Blasi può essere considerato alla pari di Giuseppe D'Alesi e Nino La Pelosa un esponente del repubblicanesimo siciliano.

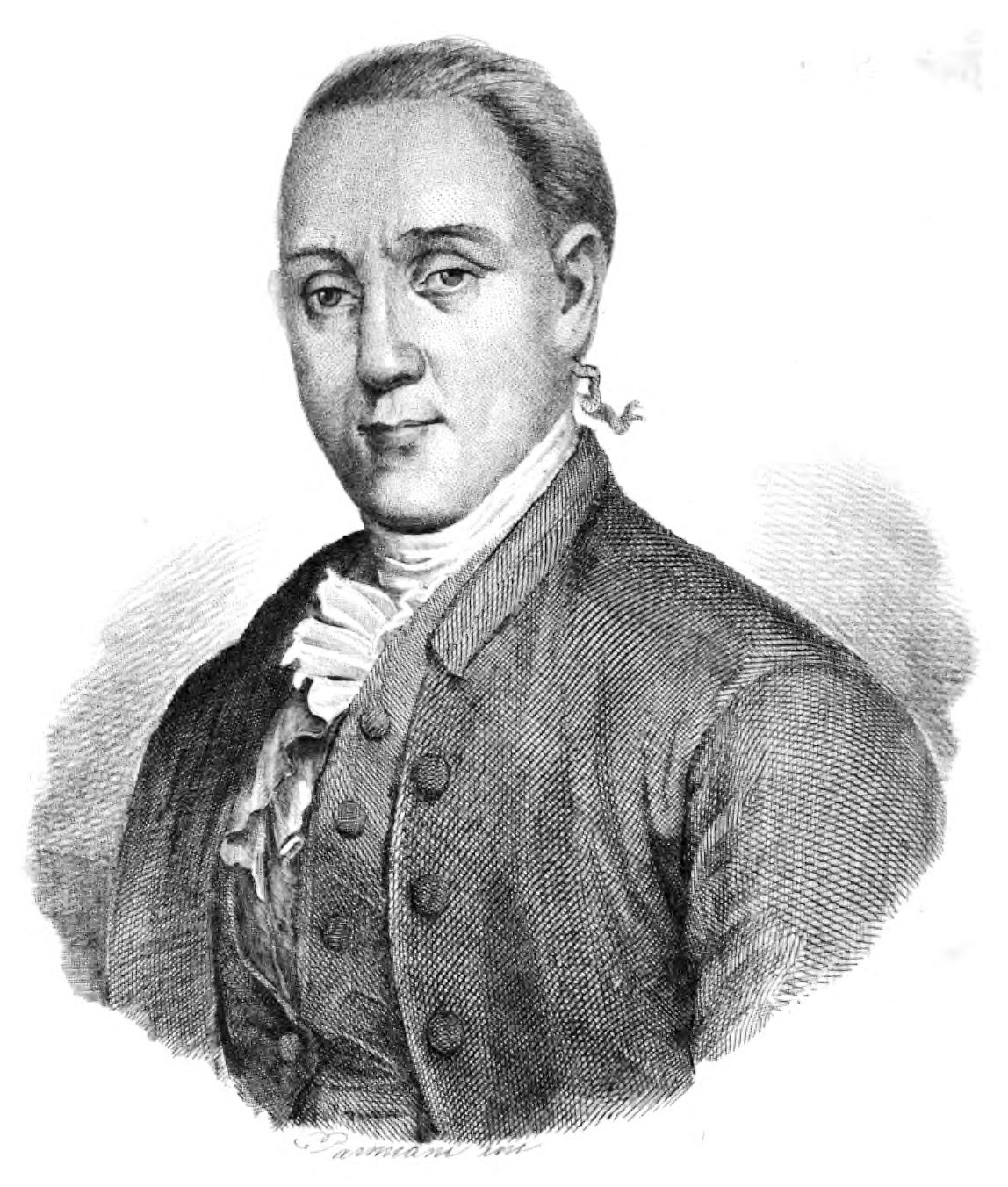
Francesco Paolo Di Blasi

Fondò un'accademia linguistica siciliana e cercò in tutti i modi, affascinato dalle dottrine della rivoluzione francese, di porre le basi per l'ideazione di una congiura, insieme al barone Ferdinando Porcari, verosimilmente mirata alla cattura del viceré e all'instaurazione di una Repubblica Siciliana. Tradito da uno dei cospiratori, venne arrestato e successivamente torturato: fu decapitato a Palermo il 20 maggio 1795.

### Fine del regno di Sicilia e rivolte anti borboniche
Sino al 1816 il Regno di Sicilia aveva mantenuto il proprio autogoverno, rappresentato dal Parlamento Siciliano, per via dell'unione personale con il Regno di Napoli; il Re riservava tuttavia maggiori attenzioni verso quest'ultimo, provocando grave malcontento nell'opinione pubblica siciliana.
Nel 1806, il Re Ferdinando di Borbone, scappando da una Napoli occupata da Napoleone, si rifugia in Sicilia, ove ad attenderlo vi sono gli onori dell'occasione, ma non solo: i Siciliani chiedono a gran voce una Costituzione che sappia garantire una stabilità dello Stato e maggiore certezza del diritto. Spinto indirettamente anche dagli interessi economici che gli inglesi avevano sull'Isola, Ferdinando concede la Costituzione siciliana nel 1812, che ben presto diverrà esempio di liberalità per i tempi.
Nel dicembre del 1816, però, a seguito del Congresso di Vienna, il Re Ferdinando I di Borbone, compie un vero e proprio colpo di mano: riunisce Regno di Sicilia e Regno di Napoli sotto una sola Corona, cioè quella del neonato Regno delle Due Sicilie, eliminando il Parlamento Siciliano che dichiara de facto decaduto. La monarchia borbonica compie la sua restaurazione, non ripristina l'unione dei regni di Napoli e di Sicilia nello status quo ante 1789, bensì fa un balzo indietro di cinque secoli e mezzo e restaura il regno di Carlo I d'Angiò. L'atto viene visto dalla classe politica siciliana come un affronto verso quello che ininterrottamente, e da circa 700 anni, era stato un regno indipendente a tutti gli effetti. Quasi immediatamente ha inizio una campagna anti-borbonica, accompagnata da una propaganda dell'identità siciliana, soprattutto per voce delle élite di Palermo.

#### I moti del 1820
Ciò sfocia, nel 1820, in una rivoluzione, a Palermo, che porta all'insediamento di un governo provvisorio. Tuttavia, la mancata coordinazione delle forze delle varie città siciliane, porta all'indebolimento del potere del governo provvisorio (Messina e Catania osteggiarono la rivendicazione di Palermo a voler governare l'Isola), che ben presto decade sotto i colpi della repressione borbonica che ebbe come vittima anche il patriota carbonaro Gaetano Abela. Il fallimento di questa prima rivoluzione tuttavia non scoraggia le forze politiche siciliane, che riproveranno circa 20 anni più tardi.

### La rivoluzione del 1848
Nel gennaio del 1848, dopo una prolungata crisi economica, a Palermo, a Chiazza dâ Feravecchia, ha inizio una nuova rivoluzione, capitanata da Giuseppe La Masa. Dopo sanguinosi scontri, La Masa, al comando dell'esercito popolare, riesce a scacciare la luogotenenza generale e gran parte dell'esercito borbonico dalla Sicilia, costituendo un «comitato generale rivoluzionario» dagli inizi di febbraio. Il comitato generale istituisce un governo provvisorio a Palermo; tra le felicitazioni generali e l'ottimismo, Ruggero Settimo, un liberale moderato appartenente alla nobiltà siciliana, viene nominato presidente. Il 13 aprile il parlamento siciliano completa l'indipendenza con una nuova delibera in cui si afferma: "1) Ferdinando Borbone e la sua dinastia sono per sempre decaduti dal Trono di Sicilia., 2) La Sicilia si reggerà a Governo Costituzionale, e chiamerà al Trono un principe Italiano dopoché avrà riformato il suo Statuto".

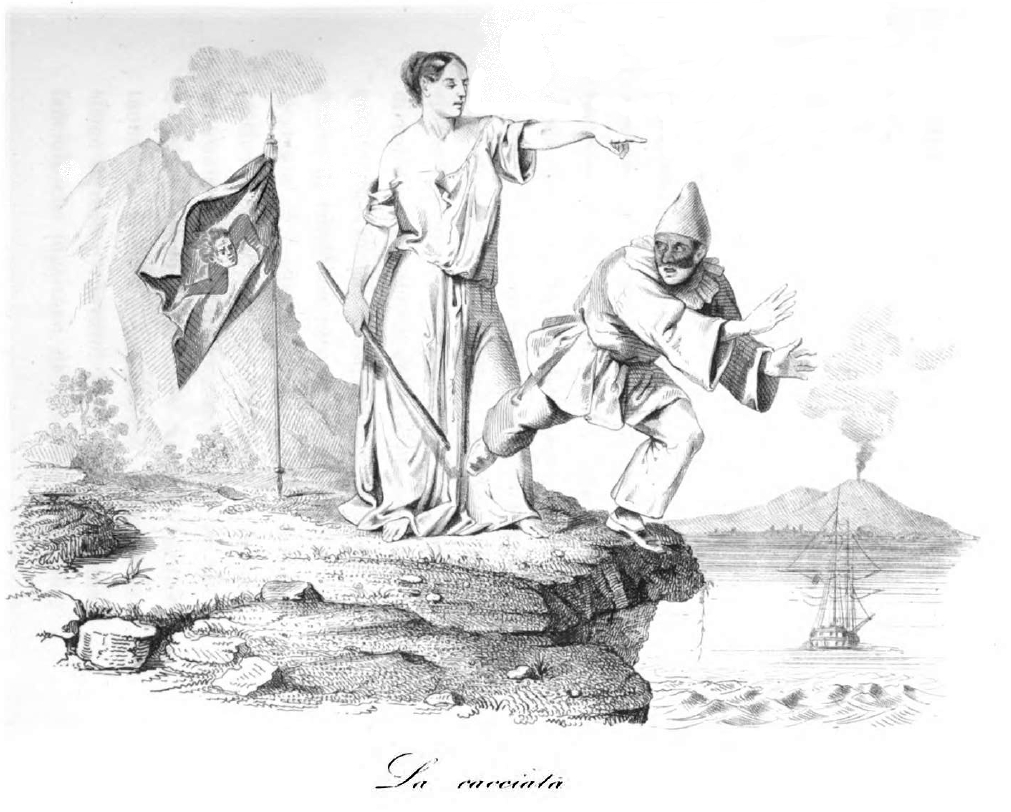
Stampa allegorica del tempo raffigurante la cacciata delle truppe napoletane dalla Sicilia all'inizio della rivolta

Ma all'ottimismo ben presto succederà la disillusione; le forze politiche in coalizione appaiono infatti assai in contrasto: vi è nutrita presenza di liberali moderati, contrapposta a democratici e a qualche mazziniano.
I campi che accendono la miccia delle rivalità sono soprattutto l'istituzione di una Guardia Nazionale e del suffragio universale, entrambe sostenute soprattutto da Pasquale Calvi, membro democratico del governo. Intanto, nonostante l'appoggio concreto delle città siciliane al governo provvisorio di Settimo, le aree rurali diventano scarsamente controllate, e agitazioni contadine mettono in serie difficoltà le amministrazioni locali. La repressione borbonica dell'estate del 1849, contro un governo provvisorio ormai instabile, decretava la fine dell'esperienza del 1848-1849 e la creazione di una frattura totalmente insanabile tra la classe politica siciliana e quella napoletana, gettando di fatto le fondamenta per l'appoggio all'Impresa dei Mille.

### Rivolte contro il governo sabaudo
Ma già pochissimi anni dopo la spedizione dei mille e l'annessione dell'Isola al Regno di Sardegna, scoppiano in tutta l'isola focolai di ribellione contro il governo sabaudo, come quella a Palermo nota come rivolta del sette e mezzo. Nella notte tra il 15 ed il 16 di settembre del 1866, circa 4 000 contadini dalle campagne circostanti Palermo, raggiungono la città, l'assaltano e spingono la popolazione alla ribellione. Fonti governative, parlano di circa "40 mila uomini in arme". Alla rivolta partecipano anche ex-garibaldini. La marina italiana, coadiuvata da quella inglese, decide di reprimere la rivolta bombardando la città dal porto: il risultato è di oltre un migliaio di morti, ed i sopravvissuti vengono arrestati ed in alcuni casi condannati a morte.

### Ilseparatismo(1943-1946)
Il 12 giugno 1943, in occasione della caduta di Pantelleria, veniva diffuso un proclama separatista da parte del sedicente Comitato d'azione provvisorio, che nelle settimane successive diventava Comitato per l'indipendenza Siciliana. Era l'inizio di un lungo periodo durante il quale l'indipendentismo siciliano avrebbe vissuto il suo ultimo periodo di lustro. L'armistizio di Cassibile, siglato nel siracusano a seguito dello sbarco in Sicilia e divulgato dalle radio l'8 settembre 1943, aveva spaccato l'Italia in due: Adolf Hitler, non intenzionato né a rinunciare al Duce Benito Mussolini (che fece liberare dai propri uomini dopo la formale destituzione e detenzione del 25 luglio) né a lasciare l'Italia intera agli Alleati, aveva fatto invadere il paese dalle sue truppe e posto Mussolini alla guida della Repubblica Sociale Italiana (nel nord Italia, in realtà posta sotto il comando della Germania nazista). L'esercito italiano era stato in gran parte fatto prigioniero dai tedeschi, i quali avevano spedito gli ex-alleati massivamente nei lager nazisti e dato loro il nome di IMI (Internati Militari Italiani); coloro che rifiutarono l'offerta dei tedeschi, che premevano affinché entrassero a far parte della neo Repubblica nazifascista. Nasceva così la Resistenza italiana, mentre un barlume di indipendenza - punto poi dal quale l'Italia sarebbe infine riuscita a ripartire - veniva conservato con la formazione del Regno del Sud, sito nella parte meridionale della penisola: la Sicilia, però, all'epoca non ne faceva parte, rimanendo in tutto e per tutto sotto il governo anglo-americano, l'AMGOT.
Il movimento separatista siciliano fece ampiamente discutere di sé dal 1943 fino alla fine della seconda guerra mondiale e ancora un anno dopo (il suo epilogo viene generalmente fissato nell'anno 1946, anche se come movimento politico esistette fino al 1951). Il movimento premette affinché i siciliani si staccassero dal resto d'Italia. I suoi sviluppi furono molto intrigati: anzitutto perché i suoi principali eventi si svolsero sotto occupazione militare.
Vi furono indubbiamente dei protagonisti locali che portarono avanti l'ideologia indipendentista, facendo leva sulle disastrose condizioni socio-economiche che affliggevano l'isola da secoli; le più recenti causate da due guerre mondiali e da una dittatura ventennale molto poco attenta ai bisogni dell'isola. Emersero due forti figure palermitane: Andrea Finocchiaro Aprile, fondatore del Movimento per l'Indipendenza della Sicilia (MIS), e Antonio Canepa, fondatore dell'Esercito Volontario per l'Indipendenza della Sicilia (EVIS), che fecero proficuo proselitismo tra i siciliani. Palermo, l'antica capitale dell'ormai soppresso regno isolano, nonché attuale sede dell'AMGOT, fu da sempre il territorio più incline all'indipendentismo siciliano.

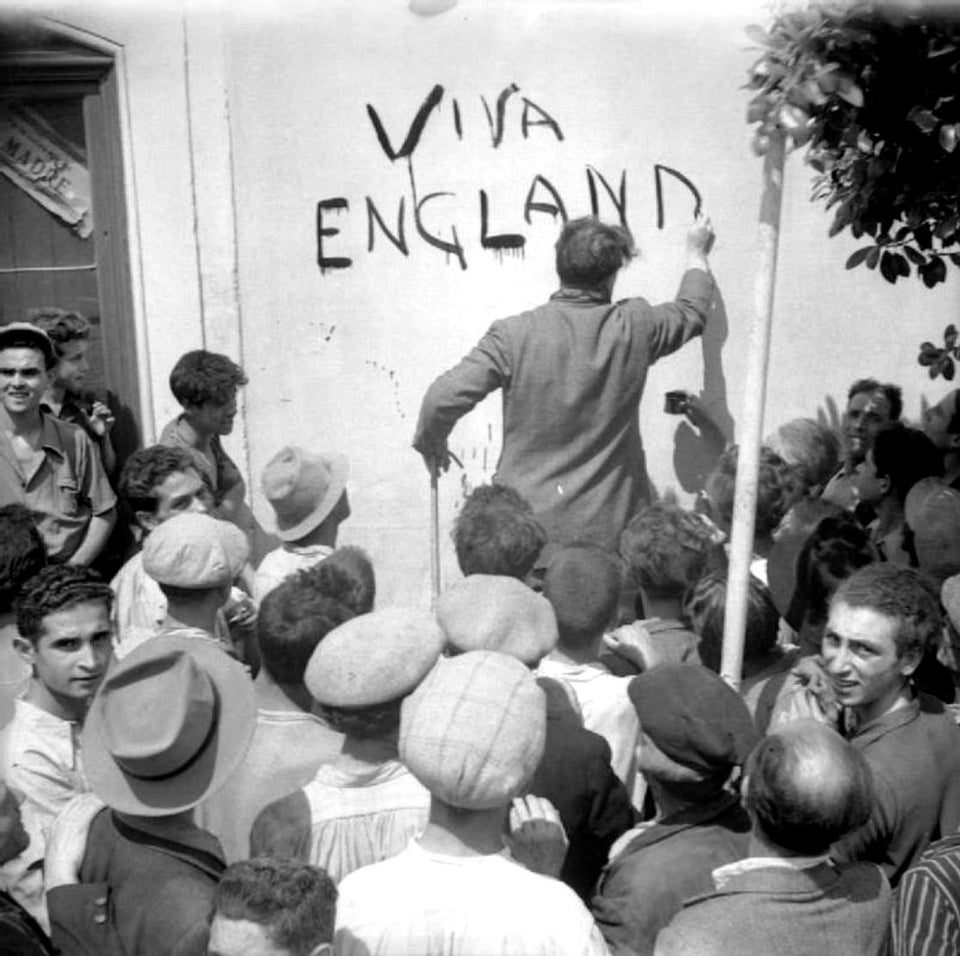
Misterbianco, 1943-1945: siciliano scrive sul muro la scritta propagandistica "VIVA ENGLAND"; molte altre sui muri catanesi ne comparvero nel periodo separatista

Dopo sbarco alleato nell'isola, il movimento separatista si rafforza ulteriormente allargando il consenso presso le masse. Americani e inglesi, almeno in un primo momento, incoraggiano apertamente l'isola al distacco: addirittura la Gran Bretagna nel 1941 aveva considerato il separatismo siciliano come un'arma da adoperare contro Mussolini, colpevole di aver «consegnato l'isola alla Germania».
I siciliani erano nel '43 molto indecisi sulla strada da percorrere: sui muri di Catania comparivano scritte pro-Inghilterra, mentre a Palermo si stampavano spille in metallo della Trinacria e dell'isola affiancate alla bandiera degli Stati Uniti d'America, augurandosi di divenirne la 49ª stella (il 49º Stato da aggiungere).

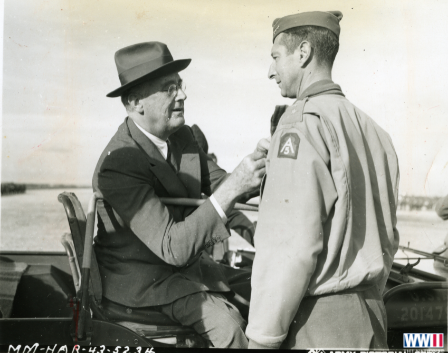
Il presidente degli Stati Uniti d'America Franklin Delano Roosevelt visita a sorpresa i soldati americani in Sicilia giorno 8 dicembre 1943, recandosi dopo Teheran a Castelvetrano (nell'immagine egli sta decorando con medaglia al valore militare il generale Mark Clark)

Per ribadire la nascente e forte posizione degli Stati Uniti nel teatro mediterraneo, nel dicembre del 1943 giunse nell'isola, quasi segretamente, il presidente americano Franklin Delano Roosevelt; rischiando la sua vita, poiché alla conferenza di Teheran, conclusasi solo pochi giorni prima del suo volo per la Sicilia, Hitler aveva tentato il gesto estremo di fare uccidere i cosiddetti Tre Grandi (Roosevelt, Churchill, Stalin), suoi acerrimi rivali, tramite l'operazione Weitsprung (fallita solo grazie alle spie sovietiche, che intercettarono i tedeschi mentre organizzavano l'attentato in Iran).
Il presidente si recò a Castelvetrano (in provincia di Trapani), nella Sicilia occidentale, e lì decorò con delle medaglie al valore militare alcuni dei suoi migliori combattenti. Fu un gesto simbolico molto sentito e un messaggio agli alleati britannici.
Tuttavia, i tempi sarebbero mutati rapidamente: con la sconfitta del nazifascismo, americani e britannici si sarebbero uniti maggiormente contro quello che secondo loro era il nuovo prioritario pericolo per l'Europa liberata: il comunismo di Iosif Stalin. Winston Churchill arrivò ad abbozzare persino un piano di attacco contro l'Unione Sovietica, da attuari nel maggio del 1945: l'operazione Unthinkable, che tradotto significava «l'operazione Impensabile», poiché nessuno poteva pensare o credere che una Gran Bretagna esausta come quella che usciva dalla seconda guerra mondiale, avesse avuto le forze di intraprendere nell'immediato un nuovo conflitto armato.
L'URSS guardava con interesse agli affari siciliani, considerando la strategica posizione geografica nella quale l'isola era situata. Ai sovietici era giunta la voce del fermento politico intorno alla voglia di indipendenza isolana ma, sorprendendo gli stessi separatisti siciliani - tra i quali militavano anche molti comunisti -, essi spedirono sull'isola uno degli uomini più importanti e incisivi dell'Unione Sovietica, Andrej Januar'evič Vyšinskij (fautore dei processi di Mosca, braccio destro di Stalin nell'ex-patto con Hitler per l'invasione della Polonia, attuale viceministro degli esteri), con il compito di dire ai separatisti siciliani che l'Unione Sovietica non desiderava nella maniera più assoluta la separazione della Sicilia dall'Italia e che, di conseguenza, l'avrebbe ostacolata. Così come avrebbe ostacolato le potenze che invece continuavano a incoraggiarla (Stati Uniti, soprattutto).
La visita di Vyšinskij, avvenuta a Palermo a metà dicembre del 1943, si inserisce nel quadro che vide i sovietici impegnati, insieme a britannici e americani, nella ricostruzione della nazione Italia, che si sarebbe avviata a partire dall'aprile del 1944 (Vyšinskij, infatti, aveva visitato più volte anche il Regno del Sud, governato dai Savoia e dal maresciallo Badoglio), nel timore che essa finisse sotto la totale influenza anglo-americana; stessa sorte che intravedevano già per la Sicilia che sarebbe sorta dopo l'AMGOT, in un ipotizzato scenario post-separazione.
Ma ancor prima che i sovietici stoppassero così bruscamente le aspettative dei separatisti siculi, erano state due lettere del leader del MIS, Andrea Finocchiaro Aprile, a rendere drammatica la posizione dei suoi uomini: il palermitano, infatti, con una mossa ben poco avveduta e poca dose di diplomazia, aveva dapprima preventivato a Churchill che la Sicilia si sarebbe costituita in Repubblica e avrebbe fatto fare lo stesso alle altre terre d'Italia, poi gli fece capire che le guerre tra nazioni, che comunque sarebbero dovute sorgere per difenderla, erano necessarie, poiché i siciliani volevano essere indipendenti (ergo non volevano che gli inglesi si intromettessero nei loro affari post-bellici, desiderandone però la protezione militare); parole altrettanto funeste le riferì al segretario di Stato statunitense Cordell Hull (premio Nobel per la pace nel 1945), stavolta minacciando palesemente gli americani, dicendo loro che se non avessero accordato l'indipendenza all'isola, questa si sarebbe gettata tra le braccia dei sovietici senza pensarci su due volte.

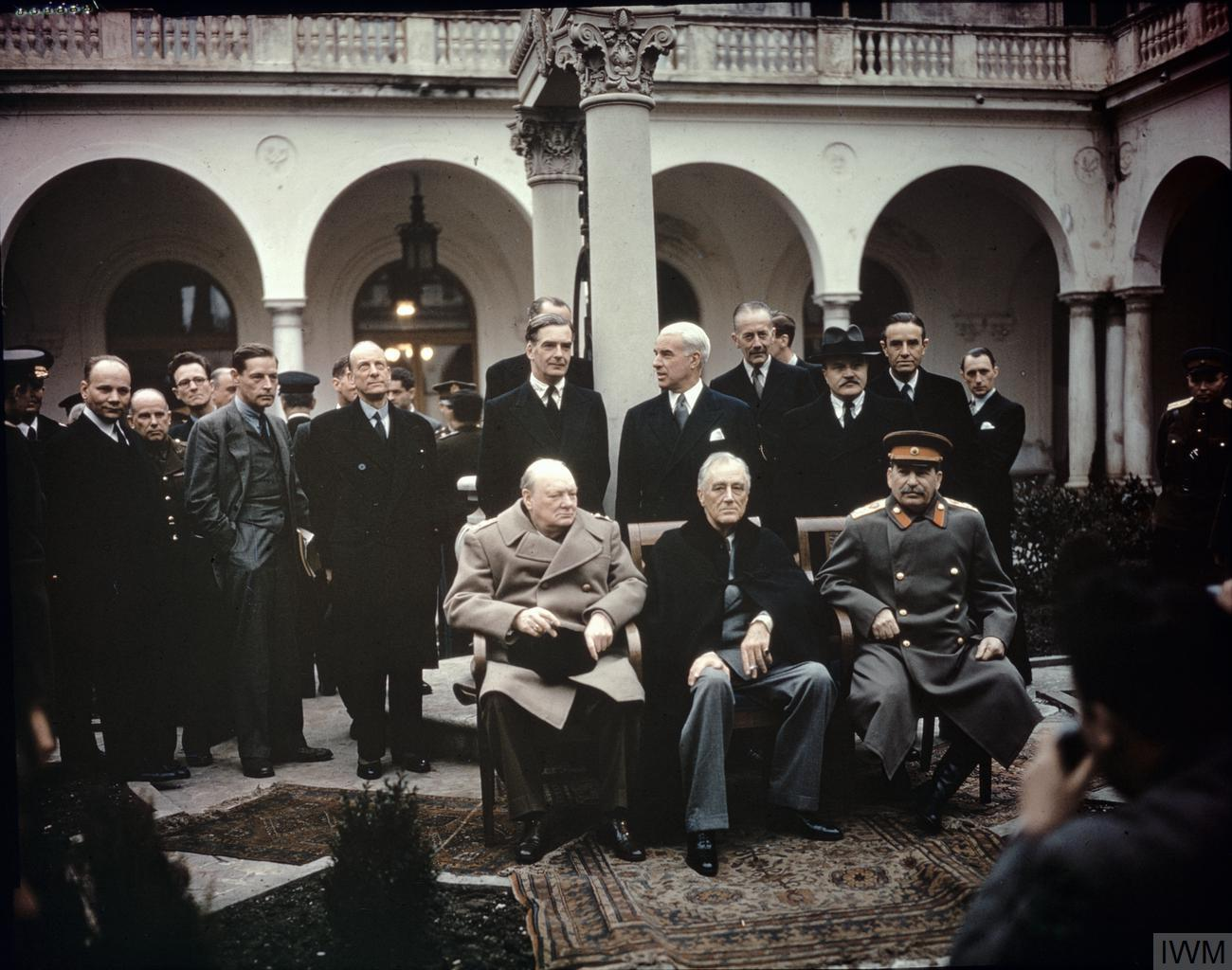
I Tre Grandi in Crimea durante la conferenza di Yalta, che nel 1945 ridisegnò i confini politici del globo: «Da Malta a Yalta» fu il motto che Churchill ripeté a Roosevelt sulla guerra che stava per concludersi

Churchill, rappresentando il paese monarchico che da sempre si era battuto affinché i repubblicani stessero lontani dalla Sicilia (vanno ricordate in tal senso le guerre napoleoniche che videro i britannici impegnati in prima linea nel difendere il Regno duo-siciliano dalle Repubbliche Sorelle dei francesi), non prese bene le parole del MIS: egli, l'indomani stesso di quella lettera (21 settembre 1943), mandò un telegramma sia a Roosevelt che a Stalin dove si chiedeva di impegnarsi reciprocamente nel restituire l'Italia intera ai Savoia, compresa la Sicilia. Nemmeno il concetto di altre guerre necessarie dovette aiutare, elargito in un momento in cui il mondo intero stava combattendo per trovare una pace condivisa. Se pur più titubanti, anche gli statunitensi abbracciarono l'idea di Churchill sulla restituzione, specialmente dopo le parole di Vyšinskij.

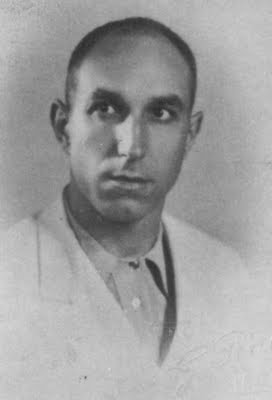
Antonio Canepa, fondatore e primo comandante dell’EVIS

L'ultimo serio atto per una Sicilia indipendente si giocò molto probabilmente durante la decisiva conferenza di Yalta, tenutasi nell'Unione Sovietica nell'inverno del '45: Stalin e Roosevelt proposero di rendere i porti siciliani internazionali, ma dovettero scontrarsi con il fermo diniego di Churchill, il quale rilanciò con un'altra proposta: fare della Sicilia lo Stato capitale di una confederazione di isole mediterranee, la quale includesse la Malta britannica.
Sovietici e americani, tuttavia, intravidero nelle parole di Churchill la volontà dei britannici di portare avanti quel loro antico proposito imperialistico nei confronti del mar Mediterraneo, quindi non l'accettarono. Pochi giorni dopo gli accordi generali di Yalta, nel mese di febbraio, la Sicilia venne restituita dall'AMGOT al Regno del Sud.
Rimasti privi di appoggio internazionale, i separatisi intrapresero cruente lotte armate contro le forze dello Stato italiano. In tale contesto fece la sua apparizione il bandito Salvatore Giuliano, che come molti altri criminali siciliani (va tenuto presente che tra le file MIS militarono anche alcuni mafiosi), abbracciò in maniera convinta la causa di una Sicilia separata dall'Italia; vista come una nazione che in oltre mezzo secolo nulla aveva saputo dare all'isola, ma solo prendere da essa.
La nascita dell'Evis non venne pubblicamente appoggiata dal MIS, anzi fu osteggiata da alcuni suoi dirigenti come Antonino Varvaro, anche lui di sinistra.. L'esistenza dell'EVIS veniva motivata come una risposta alla crescente «repressione coloniale italiana». Lo stesso Canepa, insieme ai due giovani militanti Rosano e Lo Giudice, venne ucciso nei pressi di Randazzo in uno scontro a fuoco con i carabinieri la mattina del 17 giugno 1945 in circostanze ancora non del tutto chiare. Dopo la morte di Mario Turri (nome di battaglia di Canepa) le file dell'esercito - rimpinguate da Salvatore Giuliano e Rosario Avila - passarono al comando di Concetto Gallo.
L'azione delle bande armate mise duramente alla prova le forze dell'ordine con assalti a convogli, camionette, a caserme e stazioni provocando un alto numero di vittime. Iniziò la guerra allo Stato. Il Governo rispose con l'invio della divisione "Aosta" - in appoggio alla "Sabauda" - e della brigata Garibaldi. Il principale scontro armato ebbe luogo a San Mauro di Caltagirone il 29 dicembre 1945. Le truppe italiane vinsero sulle forze eviste e arrestarono Gallo. Ulteriori "Operazioni di Polizia in grande stile" ridimensionarono l'Evis e permisero allo Stato di proporre e intavolare le trattative con i separatisti; trattative che condussero nel 1946 all'Autonomia speciale della Sicilia. Il MIS continuò a sopravvivere ma, ormai svuotato dei suoi contenuti, si sciolse nel 1951.

## Organizzazioni odierne
Diversi partiti hanno un esplicito riferimento a questa corrente politica, come il Fronte Nazionale Siciliano, di ispirazione socialista e progressista (fondato nel 1964), il Movimento per l'Indipendenza della Sicilia (MIS), ricostituitosi ufficialmente il 22 aprile 2004, il Partito Socialista Siciliano, rifondato a Palermo il 21 maggio 2013 (nel centoventesimo anniversario del congresso dei Fasci Siciliani), il movimento Siciliani Liberi, fondato il 3 gennaio 2016, e il Movimento Siciliano d’Azione, fondato a Catania il 19 novembre 2021.
Il movimento Siciliani Liberi ha partecipato alle elezioni comunali di Palermo del 2017, ottenendo 4787 voti, pari all'1,76%. Alle elezioni regionali fissate per il 5 novembre 2017 Siciliani Liberi è stato l'unico movimento indipendentista a presentare una lista in tutte le circoscrizioni elettorali e ad esprimere una candidatura alla presidenza della regione, ottenendo lo 0,70%. Anche alle Elezioni regionali in Sicilia del 2022 il partito Siciliani Liberi ha concorso con propri candidati alla presidenza della Regione siciliana e al Parlamento siciliano.
Un sondaggio del 2014 commissionato dal quotidiano La Repubblica all'agenzia Demos ha segnalato un non irrilevante 44% del campione a favore di una eventuale indipendenza della Sicilia, risultato inferiore soltanto a quelli del Veneto (53%) e della Sardegna (45%).

## Ideologia
(Ferdinando Malvica)
Il nazionalismo siciliano si basa sul principio secondo cui la Sicilia sia una nazione a tutti gli effetti e sull'affermazione del fatto che la Sicilia non raggiungerà il suo massimo sviluppo culturale, sociale ed economico, qualora essa continuasse a non avere una propria architettura statale indipendente, responsabile e autonoma. Per i nazionalisti siciliani quella all'autogoverno sarebbe una vocazione naturale del popolo siciliano, come testimonierebbero le ampie autonomie concesse alla Sicilia nel corso della sua storia e i periodi di totale indipendenza. L'ottica dei nazionalisti siciliani verso l'Italia è quella di un'unione di libere nazioni, visione ripresa fra gli altri da Michele Amari, che per il suo corretto funzionamento dovrebbe assicurare una totale autonomia ai popoli al suo interno. Ne consegue dunque una ferrea critica all'epilogo del processo risorgimentale italiano, visto come un tradimento degli ideali originari esposti durante la Rivoluzione Siciliana del 1848. Frange del nazionalismo siciliano, di stampo più socialista, riprendono la tradizione dei Fasci Siciliani dei Lavoratori quale strumento di emancipazione. Un altro caposaldo di tale corrente politica è la totale avversione per l'associazione a delinquere Cosa Nostra e per qualsiasi organizzazione di stampo mafioso. A riprova della visione della Sicilia come separata anche dal Sud Italia va segnalato tra i nazionalisti siciliani un forte sentimento anti-borbonico e contro il filone neoborbonico.

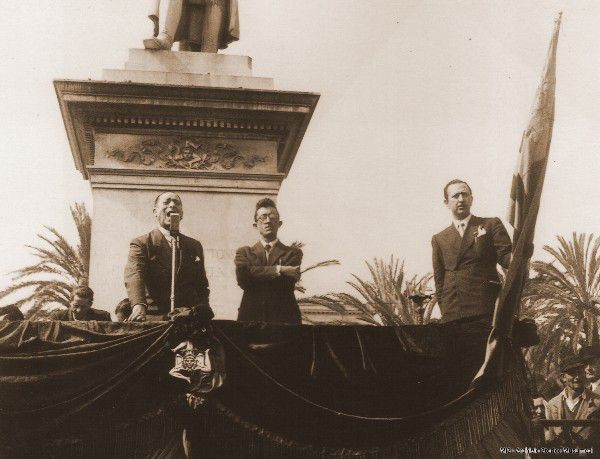
Comizio del MIS a Palermo. Da sinistra: Andrea Finocchiaro Aprile, Attilio Castrogiovanni, Concetto Gallo.

Vi sono anche correnti interne favorevoli a un ingresso della Sicilia nell’Unione europea o comunque favorevoli a un'integrazione europea, visione ripresa anche dal MIS stesso :
Mediterraneo, mare nel quale noi fiorimmo e del quale siamo il centro. Gli avversari non capirono perché non vollero, non dico capirci, ma neanche udirci. Non seppero perché non vollero saperlo, che noi lanciammo l'idea della federazione europea e mediterranea, quando ancora essa non era neanche nata nei cervelli dei vari Schuman, De Gasperi, Churchill, Spaak ed altri»
(Attilio Castrogiovanni, lettera indirizzata al duca di Càrcaci nel 1975)